# ダンツキッチョウ
ダンツキッチョウ（欧字名:Dantsu Kitcho、2002年2月25日 - ）は、日本の競走馬。主な勝ち鞍は2005年の青葉賞。
馬名の由来は、冠名＋吉兆。

## 経歴
2004年8月22日、札幌競馬場第3レースの2歳新馬戦（芝1800m）でデビューし2着。デビュー戦で手綱を取った藤田伸二は主戦騎手に定着し、最終的に全6戦に騎乗することになる。9月5日、デビュー戦と同条件の2歳未勝利戦で初勝利を収めた。10月2日、初の重賞挑戦で札幌2歳ステークスに出走。中団から徐々に進出して直線で上り最速の末脚を繰り出すも、逃げるストーミーカフェをとらえきれず、半馬身差の2着に惜敗した。
3歳シーズンは2月27日のすみれステークスより始動し、好位からの抜け出しで2勝目を挙げた。4月30日の青葉賞は好位追走から直線で早めに先頭に立つと、ニシノドコマデモ・ブレーヴハートら後続勢の猛追をクビ差しのぎ、連勝での重賞初優勝を飾った。GI初出走となる5月29日の東京優駿はディープインパクト・インティライミに次ぐ単勝3番人気に支持されたが、直線での伸びを欠き13着惨敗に終わった。その後の検査で右前浅屈腱炎を発症していることが判明、全治9ヶ月以上と診断され休養に入った。結局はレースに復帰することなく、4歳となった翌2006年の11月15日付で競走馬登録を抹消され引退した。
引退後は北海道新ひだか町の山田ステーブルにて乗馬となる。

## 競走成績
以下の内容は、JBISサーチおよびnetkeiba.comに基づく。
| 競走日     | 競馬場 | 競走名    | 格   | 距離（馬場）  | 頭 数 | 枠 番 | 馬 番 | オッズ （人気） | 着順 | タイム （上り3F） | 着差 | 騎手      | 斤量 [kg] | 1着馬（2着馬）       | 馬体重 [kg] |
| ---------- | ------ | --------- | ---- | ------------- | ----- | ----- | ----- | --------------- | ---- | ----------------- | ---- | --------- | --------- | -------------------- | ----------- |
| 2004.08.22 | 札幌   | 2歳新馬   |      | 芝1800m（稍） | 13    | 6     | 9     | 002.40（1人）   | 02着 | R1:52.5（35.8）   | -0.1 | 0藤田伸二 | 54        | コマノハイ           | 478         |
| 0000.09.05 | 札幌   | 2歳未勝利 |      | 芝1800m（良） | 8     | 8     | 8     | 001.10（1人）   | 01着 | R1:51.7（35.2）   | -0.4 | 0藤田伸二 | 54        | （セレスフェアリー） | 472         |
| 0000.10.02 | 札幌   | 札幌2歳S  | GIII | 芝1800m（良） | 14    | 3     | 3     | 003.50（1人）   | 02着 | R1:50.0（36.8）   | -0.1 | 0藤田伸二 | 55        | ストーミーカフェ     | 476         |
| 2005.02.27 | 阪神   | すみれS   | OP   | 芝2200m（良） | 9     | 3     | 3     | 002.70（2人）   | 01着 | R2:15.8（35.2）   | -0.2 | 0藤田伸二 | 56        | （グッドネイバー）   | 488         |
| 0000.04.30 | 東京   | 青葉賞    | GII  | 芝2400m（良） | 17    | 1     | 1     | 001.80（1人）   | 01着 | R2:26.9（34.5）   | -0.0 | 0藤田伸二 | 56        | （ニシノドコマデモ） | 478         |
| 0000.05.29 | 東京   | 東京優駿  | GI   | 芝2400m（良） | 18    | 7     | 13    | 025.40（3人）   | 13着 | R2:26.6（37.1）   | -3.3 | 0藤田伸二 | 57        | ディープインパクト   | 476         |

## 血統表
| ダンツキッチョウの血統             | ダンツキッチョウの血統           | ダンツキッチョウの血統         | （血統表の出典）               | （血統表の出典） |
| 父系                               | サンデーサイレンス系             | サンデーサイレンス系           | サンデーサイレンス系           | [ § 2 ]          |
| 父 *サンデーサイレンス 1986 青鹿毛 | 父の父Halo 1969 黒鹿毛           | Hail to Reason                 | Turn-to                        | Turn-to          |
| 父 *サンデーサイレンス 1986 青鹿毛 | 父の父Halo 1969 黒鹿毛           | Hail to Reason                 | Nothirdchance                  |                  |
| 父 *サンデーサイレンス 1986 青鹿毛 | 父の父Halo 1969 黒鹿毛           | Cosmah                         | Cosmic Bomb                    | Cosmic Bomb      |
| 父 *サンデーサイレンス 1986 青鹿毛 | 父の父Halo 1969 黒鹿毛           | Cosmah                         | Almahmoud                      |                  |
| 父 *サンデーサイレンス 1986 青鹿毛 | 父の母Wishing Well 1975 鹿毛     | Understanding                  | Promised Land                  | Promised Land    |
| 父 *サンデーサイレンス 1986 青鹿毛 | 父の母Wishing Well 1975 鹿毛     | Understanding                  | Pretty Ways                    |                  |
| 父 *サンデーサイレンス 1986 青鹿毛 | 父の母Wishing Well 1975 鹿毛     | Mountain Flower                | Montparnasse                   | Montparnasse     |
| 父 *サンデーサイレンス 1986 青鹿毛 | 父の母Wishing Well 1975 鹿毛     | Mountain Flower                | Edelweiss                      |                  |
| 母 レイホーソロン 1983 鹿毛        | 母の父*パーソロン 1960 鹿毛      | Milesian                       | My Babu                        | My Babu          |
| 母 レイホーソロン 1983 鹿毛        | 母の父*パーソロン 1960 鹿毛      | Milesian                       | Oatflake                       |                  |
| 母 レイホーソロン 1983 鹿毛        | 母の父*パーソロン 1960 鹿毛      | Paleo                          | Pharis                         | Pharis           |
| 母 レイホーソロン 1983 鹿毛        | 母の父*パーソロン 1960 鹿毛      | Paleo                          | Calonice                       |                  |
| 母 レイホーソロン 1983 鹿毛        | 母の母ヤマトシャルダン 1973 鹿毛 | *セダン                        | Prince Bio                     | Prince Bio       |
| 母 レイホーソロン 1983 鹿毛        | 母の母ヤマトシャルダン 1973 鹿毛 | *セダン                        | Staffa                         |                  |
| 母 レイホーソロン 1983 鹿毛        | 母の母ヤマトシャルダン 1973 鹿毛 | リンダセニョリータ             | *ヒンドスタン                  | *ヒンドスタン    |
| 母 レイホーソロン 1983 鹿毛        | 母の母ヤマトシャルダン 1973 鹿毛 | リンダセニョリータ             | ワカシラオキ                   |                  |
| 母系(F-No.)                        | フロリースカツプ(GB)系(FN:3-l)   | フロリースカツプ(GB)系(FN:3-l) | フロリースカツプ(GB)系(FN:3-l) | [ § 3 ]          |
| 5代内の近親交配                    | アウトブリード                   | アウトブリード                 | アウトブリード                 | [ § 4 ]          |
| 出典                               | 1. 2. 3. 4.                      | 1. 2. 3. 4.                    | 1. 2. 3. 4.                    | 1. 2. 3. 4.      |

- 半姉サマニベッピン（父ノーザンテースト）は1995年阪神牝馬特別など重賞3勝。
- 母レイホーソロンは1986年チューリップ賞勝ち馬。
- そのほかの近親にヒデハヤテ、サンエイソロン、ミスズシャルダンなど。詳細はシラオキ#系図を参照。